# アナ・デ・ラ・レゲラ
アナ・デ・ラ・レゲラ（Ana de la Reguera、1977年4月8日 - ）は、メキシコ出身の女優である。

## 来歴
1977年、メキシコのベラクルス州に生まれる。両親はそれぞれジャーナリストとテレビのパーソナリティだった。幼少期より、バレエを学び、スペインとロサンゼルスで演劇を学んだ。1996年にメキシコのテレビシリーズ『Azul』で女優デビュー。女優として活動する傍らで、パンテーンやメイシーズ、スコッチ・ウィスキーブランドのジョニー・ウォーカーなどといった企業広告のカバーガールを飾ったこともある。
その後は2000年大中盤くらいまでメキシコ国内のテレビドラマや映画などでキャリアを重ねて、女優としての地位を着実に築き上げた。2006年には、ジャック・ブラック主演のコメディ映画『ナチョ・リブレ』でハリウッドデビューを果たす。『ナチョ・リブレ』への出演を機に、アメリカ映画などの作品にもよく顔を出すようになり、ブルース・ウィリス主演の『コップ・アウト 〜刑事した奴ら〜』やビリー・ボブ・ソーントン主演のテレビドラマ『弁護士ビリー・マクブライド』などへも出演。メキシコとアメリカの両国で活躍する国際女優となった。

## 主な出演作品

### 映画
- Por la libre (2000)
- Un secreto de Esperanza (2002)
- Ladies' Night o Chicas de la Noche (2003)
- ナチョ・リブレ Nacho Libre (2006) ※ハリウッドデビュー作
- Así del precipicio (2006)
- Sultanes del Sur (2007)
- パライソ・トラベル Paraiso Travel (2008)
- バックヤード El Traspatio (2009)
- エンパイア・ステート Empire State (2009) ※テレビ映画
- コップ・アウト 〜刑事した奴ら〜 Cop Out (2010)
- Hidalgo - La historia jamás contada. (2010)
- 欲望の帝国 女優ディディの告白 Di Di Hollywood (2010)
- The Anguish (2010)
- カウボーイ & エイリアン Cowboys & Aliens (2011)
- The Tin Star (2012) ※テレビ映画
- Big Thunder (2013) ※テレビ映画
- El Crimen del Cácaro Gumaro (2014)
- Sun Belt Express (2014)
- ブック・オブ・ライフ 〜マノロの数奇な冒険〜 The Book of Life (2014) ※声の出演
- ジェサベル Jessabelle (2014)
- Las Aparicio (2015)
- マッチョ Macho (2016)
- エブリシング Everything, Everything (2017)
- アーミー・オブ・ザ・デッド Army of The Dead (2021)
- フォーエバー・パージ The Forever Purge（2021）
- 情熱の王国 El rey de todo el mundo（2021）
- アーミー・オブ・シーブズ Army of Thieves（2021）- ノンクレジット

### テレビドラマ
- Aul (1996)
- Pueblo chico, infierno grande (1997)
- Desencuentro (1997)
- Mujer, casos de la vida real (1997)
- Tentaciones (1998)
- Cara o Cruz (2001)
- Por tí (2002)
- Luciana y Nicolás (2003)
- Gitanas (2004)
- Capadocia (2008 - 2012)
- イーストバウンド&ダウン Eastbound & Down (2010)
- アンガーマネジメント Anger Management (2014)
- THE BLACKLIST/ブラックリスト The Blacklist (2015)
- ナルコス Narcos (2015)
- ドランク・ヒストリー Drunk History: El Lado Borroso De La Historia (2016)
- ジェーン・ザ・ヴァージン Jane the Virgin (2016)
- フロム・ダスク・ティル・ドーン ザ・シリーズ From Dusk Till Dawn: The Series (2016)
- ツイン・ピークス Twin Peaks (2017)
- POWER/パワー Power (2017 - 2019)
- 弁護士ビリー・マクブライド Goliath (2018 - 2020)
- アナ Ana (2020)